# Штайниц, Эрнст
Эрнст Штайниц (также Штейниц, нем. Ernst Steinitz; 13 июня 1871, Зимиановиц — 29 сентября 1928, Киль) — немецкий математик.

## Биография
Родился в Верхней Силезии в еврейской семье. Его отец Зигмунд Штайниц был торговцем углём, мать — Августа Коэн, у Эрнста было двое братьев. В 1890 году Штайниц начал учёбу в университете в Бреслау, в 1891—1893 годах учился в Берлинском университете, и получил докторскую степень после своего возвращения в Бреслау в 1894 году. Завершил образование в 1897 году в Техническом университете Берлин-Шарлоттенбург (ныне — Берлинский технический университет), где впоследствии был преподавателем. В 1910 году он вернулся в качестве профессора Технического университета в Бреслау, с 1918 года он был как обычным, так почетным профессором университета. С 1920 года работал профессором в Кильском университете, где проводил семинары совместно с Отто Тёплицем и Хельмутом Хассе. В 1928 году заболел неизлечимой болезнью сердца и в том же году скончался.
Был женат на Марии Штайниц (умерла во времена нацизма), в браке у них был один сын, который в период нацизма эмигрировал в Палестину.

## Вклад в науку
Основные труды посвящены теории графов и топологии.
Диссертация Штайница 1894 года была посвящена проективным конфигурациям; в ней Штайниц показал, что любое абстрактное описание структуры из трёх линий, пересекающихся в одной точке, и трёх точек на линии может быть реализовано как конфигурация прямых на евклидовой плоскости, за возможным исключением одной из линий.
Его диссертация содержит также доказательство теоремы Кёнига для двудольных графов, сформулированное в терминах конфигураций.
В 1910 году опубликовал на немецком языке работу «Алгебраическая теория поля» в Журнале Крелле, в которой исследовал свойства полей и ввёл определения ряда важных понятий, таких как характеристика кольца, совершенное поле и степень трансцендентности конечного расширения. 
Штайниц доказал, что каждое поле имеет алгебраическое замыкание. Также внёс фундаментальный вклад в теорию многогранников: в ему принадлежит названная в его честь Теорема Штайница.
Работа Штайница в этой области — «Лекции по теории многогранников с элементами топологии» (нем. Vorlesungen über die Theorie der Polyeder unter Einschluss der Elemente der Topologie) — была опубликована посмертно в 1934 году с комментариями Ханса Радемахера.